# Pentaglottis sempervirens
Espèce
Classification phylogénétique
Pentaglottis sempervirens, la buglosse toujours verte, est une plante herbacée vivace de la famille des Boraginacées.
Synonymes
- Anchusa sempervirens L. (basionyme)
- Buglossa sempervirens (L.) Gray
- Buglossum sempervirens (L.) All.

## Description
Plante dressée, ramifiée, hispide, atteignant 100 cm. Feuilles ovales jusqu'à 30 cm de long, les inférieures pétiolées. Fleurs bleu vif, de 8 à 10 mm de large avec tache centrale blanche, s'épanouissant d'avril à octobre selon la localisation.

## Habitat
Haies, lisières des bois, bords des routes, originaire du sud de l'Europe occidentale. En Belgique, très rare et probablement non indigène.